# Curt Liebich (Genealoge)

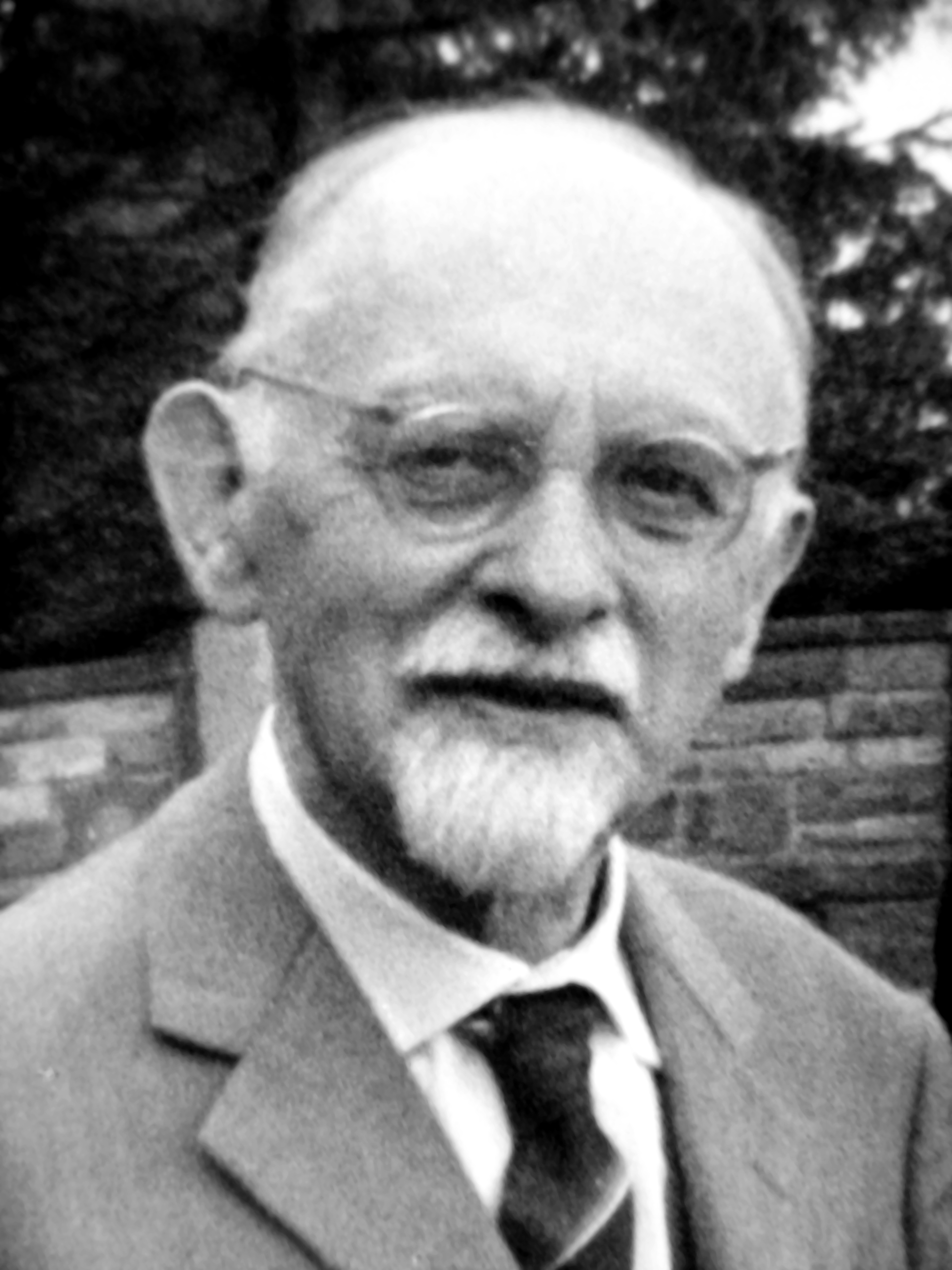
Curt Liebich

Curt Liebich (* 22. Dezember 1890 in Leipzig; † 3. Dezember 1966 in Wolfenbüttel) war ein Ingenieur für Kanalisationswesen, Genealoge und Gründer der Arbeitsgemeinschaft schlesischer Familienforscher (heute: Arbeitsgemeinschaft ostdeutscher Familienforscher e. V. (AgoFF)) und Initiator des Archiv ostdeutscher Familienforscher (AOFF).

## Leben
Curt Liebich wurde als ältestes von sechs Kindern des Kaufmanns Robert Liebich und Marie Korn geboren. Nach dem Abitur 1910 an der Petrischule Leipzig schloss Curt Liebich 1914 sein Studium in Geodäsie und Städtischem Tiefbau an der Technischen Hochschule Dresden als Diplom-Ingenieur (Vermessung) ab.
Während des Ersten Weltkriegs war Liebich von 1916 bis 1919 Meteorologe bei der Marine in Wilhelmshaven und Reval. Als Zivilingenieur für Wasser- und Abwasserwesen arbeitete er nach dem Krieg in Dresden, Plauen, Zwickau und Leipzig.
1921 heiratete Curt Liebich Charlotte (Lotte) Fischer (* 1899, † 1989). Aus der Ehe gingen drei Söhne hervor. Am 1. November 1924 folgte eine Anstellung als wissenschaftlicher Sachbearbeiter beim Tiefbauamt Leipzig.
1929 zog Liebich mit seiner Familie nach Breslau um. Seiner schlesischen Heimat widmete er bei seiner Passion, der genealogischen Arbeit, das Hauptaugenmerk. 1939 erfolgte die Ernennung zum Städtischen Baurat als Fachmann für das Kanalisationswesen.
Schlacht um Breslau 
Im Rahmen seiner Tätigkeit war Curt Liebich als Einsatzleiter und Kenner der Breslauer Kanalisationsanlagen zum Ende des Zweiten Weltkriegs an der Verteidigung der eingekesselten Stadt in der Schlacht um Breslau beteiligt. Für das Buch So kämpfte Breslau – Verteidigung und Untergang von Schlesiens Hauptstadt von Hans von Ahlfen und Hermann Niehoff verfasste er die Ausführung zum Thema Kanalisation.
 Nach Ende des Zweiten Weltkriegs 
Im niedersächsischen Wolfenbüttel fand Liebich mit seiner Familie ab 1946 eine neue Heimat und entwarf dort als beratender Ingenieur für Abwasserfragen zahlreiche Kläranlagen und Kanalisationen in Stadt- und Landgemeinden – vor allem im Westharz; unter anderem bearbeitete er Entwürfe für Abwasser- und Kläranlagen für Wolfenbüttel, Bad Gandersheim und Bad Harzburg.
1950 übernahm Liebich zudem die Geschäftsführung des Vereins zur Reinhaltung der Gewässer im niedersächsischen Verwaltungsbezirk Braunschweig.
Nach seiner Pensionierung widmete sich Curt Liebich zusammen mit seiner Frau Lotte ganz der Familienforschung. Am 3. Dezember 1966 verstarb er im Alter von 75 Jahren während einer Operation. Seine genealogische Arbeit führte seine Ehefrau bis zu ihrem Tod 1989 weiter.

## Familienforschung
1927 verfasste Liebich den Aufsatz Der Wert der Ahnentafel sowie Ausrüstung und Winke für familiengeschichtliche Forschungsreisen. 1929 nach Breslau zurückgekehrt war Curt Liebich dort als Mitglied der 1927 gegründeten „Niederschlesischen Arbeitsgemeinschaft für Familienforschung zu Breslau“ aktiv, die er in den Jahren 1941 bis 1945 als Vorsitzender leitete. Zudem zählte Liebich als stellvertretender Obmann zum geschäftsführenden Ausschuss der im September 1930 unter Schriftleitung von Alfred Schellenberg erstmals erschienenen Vereinspublikation „Der Schlesische Familienforscher“.
1933 veröffentlichte der Degener-Verlag eine weitere Schrift von Curt Liebich im Heft der Reihe „Praktikum für Familienforscher“ (Nr. 26) mit dem Titel „Zeichnerische Darstellung familiengeschichtlicher Forschungsergebnisse“.
1944 promovierte Liebich im Alter von 54 Jahren mit seiner Arbeit „Werden und Wachsen von Petersdorf im Riesengebirge – Siedlungskundliche und volkswirtschaftliche Untersuchungen eines schlesischen Waldhufendorfes von der Gründung bis 1945“ zum Dr. Ing. an der Technischen Hochschule Breslau. Als Ergänzung zu dieser Dissertation erstellte er eine Liste sämtlicher Petersdorfer Hausbewohner ab dem Jahr 1600. Das umfangreiche Material hierzu wie auch das Familienarchiv deponierte Liebich vor seiner Ausweisung 1946 im Breslauer Diözesanarchiv.

### Gründung der Arbeitsgemeinschaft Schlesischer Familienforscher
Nach Kriegsende bemühte sich Curt Liebich, zunächst von Breslau und nach der Ausweisung 1946 von Wolfenbüttel aus, die ehemaligen Mitglieder der Arbeitsgemeinschaft ausfindig zu machen und konnte im Januar 1948 die Arbeitsgemeinschaft Schlesischer Familienforscher (ASF) wieder zum Leben erwecken. In den Göttinger Mitteilungen erschien im Januar 1949 mit der zweiseitigen Beilage unter dem Titel „Die schlesische Familienforschung“ dann erstmals nach dem Zweiten Weltkrieg wieder eine Publikation der Arbeitsgemeinschaft Schlesischer Familienforscher.

### Archiv ostdeutscher Familienforscher
1952 gab Liebich den Anstoß für die erste Lieferung des Archiv ostdeutscher Familienforscher (AOFF), ein Sammelwerk in jährlichen Bänden, in dem Stammlisten, Ahnentafeln, Zufallsfunde und Quelleneditionen mit geographischem Bezug auf die historischen Ostgebiete des Deutschen Reiches abgedruckt werden. Hierfür entwickelte er das platzsparende „System Liebich“, das viele Jahre in Gebrauch blieb. Im gleichen Jahr erfolgte auch die Umbenennung der ASF in Arbeitsgemeinschaft ostdeutscher Familienforscher (AGoFF), die das Sammelwerk von Beginn an bis heute herausgibt.
Niederschlag und Würdigung fand Curt Liebichs genealogische Arbeit 1954 mit dem Eintrag in Kürschners Deutscher Gelehrten-Kalender.
1962 ernannte die Arbeitsgemeinschaft Ostdeutscher Familienforscher Curt Liebich zum Ehrenmitglied. Im gleichen Jahr gab er den Vorsitz an seinen Landsmann Rudolf Schönthür ab. Dieser hatte 1960 anlässlich des 70. Geburtstag Liebichs eine Bibliographie von dessen Schriften und Aufsätzen verfasst, die seinerzeit 80 Werke umfasste.

### Familienarchiv
1964 gelang dem Ahnenforscher die Rückholung des Materials für das Häuserverzeichnis von Petersdorf, das er zusammen mit dem umfangreichen Familienarchiv im Jahr 1946 vor seiner Ausweisung aus Breslau im Diözesanarchiv Breslau deponiert hatte.
Kurz vor seinem überraschenden Tod am 3. Dezember 1966 hatte Curt Liebich mit Hilfe seiner Gattin Lotte noch dieses Verzeichnis aller Häuser und Bewohner von Petersdorf im Riesengebirge (heute Piechowice in Westpolen) für den Druck im Degener-Verlag vorbereiten können.
Das umfangreiche Familienarchiv aus dem Nachlass von Curt Liebich dokumentierte und katalogisierte der jüngste Sohn des Paares, Reinhold Liebich. Das Archiv lagert heute bei dessen Neffen Horst, dem jüngsten Sohn seines 2009 verstorbenen Bruders Helmut Liebich.